# Liste der Landschaftsschutzgebiete im Kreis Kleve
Die Liste der Landschaftsschutzgebiete im Kreis Kleve enthält die Landschaftsschutzgebiete des Kreises Kleve in Nordrhein-Westfalen.

## Liste
| Bild | Nummer        | Bezeichnung des Gebietes | Fläche in Hektar | WDPA-ID   | Koordinaten | Datum der Verordnung |
| --- | ------------- | --- | ---------------- | --------- | ----------- | -------------------- |
| LSG Waldgebiet Reichswald                                                                                | LSG-4202-0005 | LSG Waldgebiet Reichswald | 3875,0613        | 555553569 | Position    | 2000                 |
| | LSG-4202-0006 | LSG Waldfläche des Kattenwaldes östlich Reichswalde | 29,9849          | 555553570 | Position    | 2000                 |
| Blick über die Kendel im LSG                                                                             | LSG-4202-0007 | LSG Kendeldonken, Asperheide, Hülmer Heide, Villersches Feld, Unteres Nierstal, Böntum                                                                                      | 2615,9912        | 555553571 | Position    | 1982                 |
| LSG Rheinaue Galleien/Moyland                                                                            | LSG-4202-0008 | LSG Rheinaue Galleien/Moyland | 303,8147         | 555553572 | Position    | 2010                 |
| LSG Galleien/Niederung Kermisdahl                                                                        | LSG-4202-0009 | LSG Galleien/Niederung Kermisdahl | 91,5131          | 555553573 | Position    | 2010                 |
| Papenberg, LSG Sternbusch                                                                                | LSG-4202-0010 | LSG Sternbusch | 116,5833         | 555553574 | Position    | 2010                 |
| | LSG-4202-0011 | LSG Waldfläche südlich des Harstmannshofes | 5,7404           | 555553575 | Position    | 2010                 |
| | LSG-4202-0012 | LSG Reichswald | 165,5396         | 555553576 | Position    | 2010                 |
| | LSG-4202-0013 | LSG Waldflächen um Nierswalde | 18,4652          | 555553577 | Position    | 2010                 |
| LSG Moyländer Wald                                                                                       | LSG-4203-0001 | LSG Moyländer Wald | 269,8998         | 555553578 | Position    | 2010                 |
| LSG Tannenbusch                                                                                          | LSG-4203-0002 | LSG Tannenbusch | 233,2            | 555553579 | Position    | 2010                 |
| LSG Louisenplatz                                                                                         | LSG-4203-0003 | LSG Louisenplatz | 4,2151           | 555553580 | Position    | 2010                 |
| LSG VO Rees                                                                                              | LSG-4102-0001 | LSG VO Rees | 2058,8726        | 555691028 | Position    | 1972                 |
| LSG Rheinufer                                                                                            | LSG-4102-0002 | LSG Rheinufer | 3481,3724        | 555691029 | Position    | 1972                 |
| LSG VO Kleve                                                                                             | LSG-4102-0003 | LSG VO Kleve | 5095,6092        | 555691030 | Position    | 1969                 |
| LSG Pfalzdorfer Höhenrand und Nierstal                                                                   | LSG-4102-0004 | LSG Pfalzdorfer Höhenrand und Nierstal | 929,6173         | 555553400 | Position    | 1982                 |
| | LSG-4102-0005 | LSG Puttenbroekgraben | 14,215           | 555553401 | Position    | 1982                 |
| Nuthgraben im LSG Nuthgraben und Rietgraben                                                              | LSG-4102-0006 | LSG Nuthgraben und Rietgraben | 79,1499          | 555553402 | Position    | 1982                 |
| LSG Niersniederung an der Viller Mühle                                                                   | LSG-4102-0007 | LSG Niersniederung | 28,0183          | 555553403 | Position    | 1982                 |
| | LSG-4103-0003 | LSG Im Bereich der Isselburg-Werther Bruchniederung, der Millinger Ebene und Wittenhorster Sandplatten                                                                      | 1830,9715        | 555589474 | Position    | 2010                 |
| | LSG-4104-0001 | LSG Niederungszüge Halderner Bach und Wolfstrang | 262,7188         | 555553405 | Position    | 2010                 |
| | LSG-4202-0001 | LSG Schottheider Graben | 84,0034          | 555553565 | Position    | 2000                 |
| LSG Landschaftsraum zwischen Schottheide, Nütterden und dem Reichswald                                   | LSG-4202-0002 | LSG Landschaftsraum zwischen Schottheide, Nütterden und dem Reichswald | 206,5218         | 555553566 | Position    | 2000                 |
| LSG Waldgebiet des Tiergartenwaldes                                                                      | LSG-4202-0003 | LSG Waldgebiet des Tiergartenwaldes | 295,2412         | 555553567 | Position    | 2000                 |
| | LSG-4202-0004 | LSG Standortübungsplatz einschließlich der Umgebung westlich Kleve | 125,7227         | 555589530 | Position    | 2000                 |
| | LSG-4204-0003 | LSG Im Bereich der Rees-Bislicher Rheinniederung einschließlich der Reeser Rheinaue                                                                                         | 1157,235         | 555553583 | Position    | 2010                 |
| | LSG-4204-0004 | LSG Groinsche Weiden/Lohbrink | 194,133          | 555553584 | Position    | 2010                 |
| LSG Im Vogelschutzgebiet im Bereich der Rees-Bislicher Rheinniederung einschließlich der Reeser Rheinaue | LSG-4204-0005 | LSG Im Vogelschutzgebiet im Bereich der Rees-Bislicher Rheinniederung einschließlich der Reeser Rheinaue                                                                    | 1036,2931        | 555589475 | Position    | 2010                 |
| | LSG-4204-0006 | LSG Woy-Bergswick | 21,1418          | 555553586 | Position    | 2010                 |
| | LSG-4204-0007 | LSG Im westlichen Teil der Norderweiterung Reeser Meer | 19,2003          | 555553587 | Position    | 2010                 |
| | LSG-4204-0009 | LSG Aspel | 34,2862          | 555553589 | Position    | 2010                 |
| | LSG-4204-0010 | LSG Alter Hafen | 9,452            | 555553590 | Position    | 2010                 |
| LSG Kirchenrenn                                                                                          | LSG-4204-0011 | LSG Kirchenrenn | 21,2718          | 555553591 | Position    | 2010                 |
| | LSG-4204-0012 | LSG Kolklandschaft Overkamp-Rees | 43,15            | 555553592 | Position    | 2010                 |
| | LSG-4403-0001 | LSG In het Venn | 82,4911          | 555553976 | Position    | 2009                 |
| | LSG-4403-0002 | LSG Dondertniederung | 82,2084          | 555553977 | Position    | 2009                 |
| | LSG-4403-0003 | LSG Niers- und Fleuthniederungen | 303,3579         | 555553978 | Position    | 1995                 |
| | LSG-4403-0004 | LSG Im Bereich Boeckelt, Aengenesch, Waterhuck, Zitterhuck, Lamerong, Hamsfeld                                                                                              | 1655,2034        | 555553979 | Position    | 1995                 |
| | LSG-4403-0005 | LSG Im Bereich des Kevelaerer Donkenlandes | 284,941          | 555553980 | Position    | 1995                 |
| | LSG-4403-0006 | LSG Im Bereich der Gelderner und Sevelener Heide | 1724,7754        | 555553981 | Position    | 1995                 |
| | LSG-4403-0007 | LSG Wembscher Bruch/Twistedener Heide | 695,1384         | 555553982 | Position    | 2009                 |
| | LSG-4403-0008 | LSG Schwarzes Bruch | 554,1705         | 555553983 | Position    | 2009                 |
| | LSG-4403-0009 | LSG Twistener Heide/Straelener Höhe | 1070,382         | 555553984 | Position    | 1995                 |
| | LSG-4403-0010 | LSG Blumenheide <LP Kevelaer> | 41,5243          | 555553985 | Position    | 2009                 |
| | LSG-4403-0011 | LSG Niers- und Fleuthniederung | 546,3553         | 555553986 | Position    | 2009                 |
| | LSG-4403-0012 | LSG Blumenheide | 409,6389         | 555553987 | Position    | 1995                 |
| | LSG-4404-0001 | LSG Helmes Ley im Niederungsbereich der Niederterrasse | 10,3725          | 555553988 | Position    | 1995                 |
| | LSG-4404-0002 | LSG Kulturlandschaft bei Nieder und Hochwald | 667,8882         | 555553989 | Position    | 1995                 |
| | LSG-4404-0003 | LSG Im Bereich der Bönninghardt | 541,9414         | 555553990 | Position    | 1995                 |
| | LSG-4302-0001 | LSG Kendelniederung <LP Goch> | 311,3024         | 555553753 | Position    | 1982                 |
| Bruchwald (Geschütztes Biotop) im LSG                                                                    | LSG-4302-0002 | LSG Die Gebiete Kalbeck, Vorselaer, Grafendonk, Grotendonk, Berberheide, Schravelner Heide, Knappheide, Baalerbruch, Gocher Veen, Weezer Veen, Wember Veen, Hees, Laarbruch | 7065,1413        | 555589438 | Position    | 1988                 |
| | LSG-4302-0003 | LSG Kendelniederung | 78,2848          | 555553755 | Position    | 1988                 |
| | LSG-4303-0002 | LSG Kalbecker Busch | 55,211           | 555553757 | Position    | 2010                 |
| | LSG-4303-0003 | LSG Kernbereiche Uedemer Bruch | 207,0596         | 555553758 | Position    | 2010                 |
| | LSG-4303-0004 | LSG Uedemer Bruch | 390,4131         | 555553759 | Position    | 2010                 |
| LSG Balberger Höhenrücken mit den Waldgebieten Uedemer Hochwald und Tüschenwald                          | LSG-4303-0005 | LSG Balberger Höhenrücken mit den Waldgebieten Uedemer Hochwald und Tüschenwald                                                                                             | 998,3772         | 555553760 | Position    | 2010                 |
| | LSG-4303-0006 | LSG Boxteler Bahn | 16,5196          | 555553761 | Position    | 2010                 |
| | LSG-4303-0007 | LSG Bucholt | 46,2788          | 555553762 | Position    | 2010                 |
| | LSG-4303-0008 | LSG Niersniederung bei Hüdderath | 15,6979          | 555553763 | Position    | 1988                 |
| | LSG-4303-0009 | LSG Keylaer | 16,9579          | 555553764 | Position    | 2009                 |
| LSG Kevelaerer Donkenland                                                                                | LSG-4303-0010 | LSG Kevelaerer Donkenland | 2538,7814        | 555553765 | Position    | 2009                 |
| | LSG-4503-0002 | LSG Niersniederung/Nieukerker Bruch | 2662,5594        | 555554230 | Position    | 1995                 |
| | LSG-4503-0003 | LSG Fossa Eugeniana | 40,315           | 555554231 | Position    | 1995                 |
| | LSG-4503-0004 | LSG Westerbroek | 431,7896         | 555554232 | Position    | 1995                 |
| | LSG-4503-0012 | LSG Kerkener Bruch | 1527,1079        | 555554233 | Position    | 1973                 |
| Mühlenberg mit St. Michaelturm im LSG Schaephuysener Höhen                                               | LSG-4504-0036 | LSG Schaephuysener Höhen | 1187,2091        | 555554243 | Position    | 1973                 |
| | LSG-4504-0037 | LSG Waldgebiet Bloemersheim und Vluyner Busch | 455,9974         | 555554244 | Position    | 1973                 |
| | LSG-4504-0039 | LSG Meerbeckniederung | 146,7187         | 555561186 | Position    | 2013                 |